# Chunchintok
Chunchintok es una localidad del estado mexicano de Campeche. Es parte del municipio de Hopelchén.

## Toponimia
El nombre «Chunchintok» proviene de los términos en maya chun, tronco; chintok, arbusto rompe piedras. Su significado es «tronco de Chintok».

## Demografía
| Gráfica de evolución demográfica |
|                                  |

| Censo | Población |
| ----- | --------- |
| 1900  | 235       |
| 1910  | 279       |
| 1921  | 220       |
| 1930  | 280       |
| 1940  | 214       |
| 1950  | 321       |
| 1960  | 422       |
| 1970  | 557       |
| 1980  | 641       |
| 1990  | 877       |
| 2000  | 972       |
| 2010  | 1 086     |
| 2020  | 1 076     |